# Tilapa, San Luis Potosí
Tilapa är en ort i Mexiko.   Den ligger i kommunen Tamazunchale och delstaten San Luis Potosí, i den sydöstra delen av landet, 200 km norr om huvudstaden Mexico City. Tilapa ligger 219 meter över havet och antalet invånare är 124.
Terrängen runt Tilapa är kuperad åt sydväst, men åt nordost är den platt. Runt Tilapa är det ganska tätbefolkat, med 86 invånare per kvadratkilometer. Närmaste större samhälle är Tamazunchale, 8,4 km nordväst om Tilapa. I omgivningarna runt Tilapa växer huvudsakligen savannskog.